# Burgstall Heubelsburg
Der Burgstall Heubelsburg bezeichnet eine abgegangene Niederungsburg bei dem Weiler Heubelsburg der Marktgemeinde Waldstetten im Landkreis Günzburg in Bayern.
Die Entstehungszeit der Burg, bei der es sich um eine Turmhügelburg (Motte) gehandelt haben könnte, ist unklar. Als Besitzer der Burg werden die Herren von Ellerbach genannt. Von der ehemaligen Burganlage ist nur noch der Turmhügel erhalten, der heute ein archäologisches Geländedenkmal (Bodendenkmal) ist.